# Emil Walser
Emil Walser (* 8. Juli 1909 in Gais; † 16. Februar 1972 in Trogen) war ein schweizerischer Komponist und Volksmusikant aus Trogen im Kanton Appenzell Ausserrhoden.
Emil Walser wuchs in Gais auf, dort betrieben seine Eltern eine Bäckerei. Während der Schulzeit lernte er das Violinspiel. Einer seiner Geigenlehrer war der Musiker von der ersten bekannten Appenzeller Streichmusikformation Streichquintett Appenzell, Josef Peterer, Übername: „Gehrseff“ (1872–1945) aus Appenzell. Als Jugendlicher (und auch später wieder) spielte Emil Walser oft mit Heinrich Brenner zusammen, einem Sammler und Förderer von Appenzellermusik und späteren Preisträger des Radio- und Fernsehpreises der Ostschweiz 1956 (Ehrung der Musikkapellen Edelweiss, Trogen und Franzsepp Inauen, Appenzell). Emil Walser machte eine Lehre als Konditor und arbeitete nach seiner Lehrzeit in Rorschach an verschiedenen Orten.
Im Jahre 1933 kaufte er sich eine Café-Konditorei in Altstätten, die er während 28 Jahren betrieb. Danach zog Emil Walser nach Trogen und lebte nur noch für die Appenzeller Streichmusik. Die Appenzeller Streichmusik ist die einzige Volksmusik-Gattung der Schweiz, welche rund um die Welt bekannt ist. Dies verdankt sie nicht zuletzt der Freude am mehrstimmigen Gesang der Appenzeller Musikanten, welcher nicht selten während des Musizierens erklingt. Appenzeller Streichmusik ist keine Ländlermusik, da sie noch heute zu grossen Teilen auf der Musik des 19. Jahrhunderts beruht. Die Streichinstrumente wurden im Appenzellerland nicht verdrängt und werden dort noch heute sehr häufig gelehrt und gespielt. Eine Original Appenzeller Streichmusik besteht aus zwei Violinen, Hackbrett, Cello und Kontrabass.
An die 35 Jahre spielte Emil Walser in der Streichmusik Edelweiss Trogen mit. In dieser Phase entstanden dann auch viele seiner Kompositionen. Er schuf Musikstücke, in erster Linie Tanzmusik, danebst auch Zäuerli und wenige Lieder, zu denen er auch die Texte selbst verfasste. Emil Walser legte Wert auf gute Ausbildung junger Appenzellermusikanten, nebst Geige unterrichtete er auch das Hackbrett.
Schon früh traten bei Emil Walser gesundheitliche Probleme auf, ein Herzinfarkt war Zeichen für seine angeschlagene Gesundheit. Schließlich erlitt er einen zweiten, diesmal tödlichen Herzinfarkt, während er einem Schüler in seinem Haus in Trogen Musikunterricht erteilte. Doch auch nach seinem Tod wird seine Musik weitergespielt. Emil Walser bereicherte nicht nur die Appenzellermusik mit zahlreichen Kompositionen, sondern prägte einen ganz eigenen und unverkennbaren Stil. Eine Besonderheit liegt darin, dass er gewisse Töne nicht direkt anspielte, sondern mit einer besonderen Notenbetonung, „Zick“ genannt, anschleifte.

## Werke (Auswahl)
- Manser Joe (Herausgeber): Emil Walser, 55 Kompositionen, Zentrum für Appenzellische Volksmusik ZAV, Appenzell 2008[8]